# Ralf Kreuteler
Ralf Kreuteler (* 11. Mai 1969) ist ein ehemaliger deutscher Basketballspieler.

## Laufbahn
Der 1,96 Meter große Flügelspieler wurde mit der A-Jugend des Oldenburger TB an der Seite von Björn Meyer-Schomann, Jan Pommer und Lars Hemmieoltmanns Dritter der deutschen Meisterschaft. Mit der Herrenmannschaft des OTB trat Kreuteler in der 2. Basketball-Bundesliga an.
1993 wechselte er innerhalb der Spielklasse zu Forbo Paderborn. Mit den Ostwestfalen gelang im Frühjahr 1994 der Sprung in die Basketball-Bundesliga, dort gehörte der Flügelspieler in der Saison 1994/95 ebenfalls zum Paderborner Spielerstamm, stieg mit der Mannschaft aber gleich wieder aus der höchsten deutschen Liga ab. Er spielte später erneut in der Oldenburger Zweitligamannschaft, blieb dort bis 1999.
Beruflich wurde Kreuteler in Oldenburg im Versicherungswesen tätig.